# Björn Jonson
Björn Jonson (12 aprile 1940) è un fisiologo svedese, inventore del moderno ventilatore meccanico.
A ventiquattro anni, nel 1964, Jonson ritornò da Atlanta, Stati Uniti d'America, dopo una formazione di tre mesi nel campo della fisiologia respiratoria da parte del professore Arend Bouhuys. Successivamente Håkan Westling assunse Jonson nel nuovo Dipartimento di Fisiologia Clinica di Lund. Gli fu assegnata la responsabilità del dipartimento di fisiologia polmonare, ma entro breve tempo notò che le attrezzature dell'epoca avevano difetti rilevanti. In collaborazione con Sven Ingelstedt iniziò a ripensare il funzionamento dei dispositivi di supporto alla respirazione dei pazienti.
A Jonsons fu data la possibilità di ideare una nuova macchina respiratoria, e in collaborazione con Sven-Gunnar Olsson, ingegnere presso Elema-Schönander AB, fu creato un prototipo di quello che successivamente sarebbe diventato il primo modello di successo di ventilatore meccanico. In collaborazione con l'anestesiologo Lars Nordström, il ventilatore meccanico fu introdotto sul mercato internazionale. Il respiratore non solo supportava la respirazione del paziente a seconda dei suoi bisogni, ma forniva anche valori di misurazione utili per diagnosticare e monitorare i problemi respiratori del paziente, contribuendo così allo sviluppo di unità di terapia intensiva specializzate.